# Sarah Pardee Winchester
Sarah Pardee Winchester (New Haven, 1º settembre 1839 – San Jose, 5 settembre 1922), statunitense, è stata la moglie ed ereditiera dell'imprenditore fabbricante di armi William Wirt Winchester.
Alla morte del marito ottenne un patrimonio milionario e il 50% della società Winchester Repeating Arms Company, denaro che utilizzò per costruire ininterrottamente la propria villa per 38 anni, la celebre Winchester House.

## Biografia

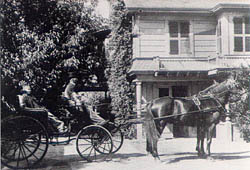
Sarah Winchester nel 1920 circa

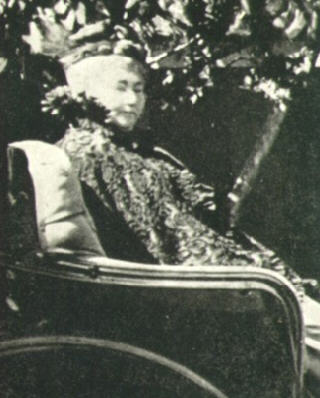
Sarah Winchester, ingrandimento della foto precedente

Nata in Connecticut nel 1839, Sarah Lockwood Pardee era figlia di Leonard Pardee e Sara W. Burns. Il 30 settembre 1862, a New Haven, sposò William Wirt Winchester, l'unico figlio maschio di Oliver Winchester, il proprietario della ditta Winchester Repeating Arms Company.
La coppia ebbe una figlia, Annie Pardee Winchester, nata il 12 luglio 1866 ma morta poche settimane dopo per marasma infantile. La morte della bambina portò Sarah a una profonda depressione e la coppia non ebbe altri figli. Il suocero Oliver morì nel 1880, seguito nel marzo 1881 da William, colpito dalla tubercolosi. Sarah si ritrovò così proprietaria di circa il 50% della Winchester Reepeating Arms Company, che le rendeva circa mille dollari al giorno, equivalenti approssimativamente a 25.000 al giorno nel 2013.
Sarah pensò che la propria famiglia fosse maledetta e si rivolse a degli spiritisti per determinare cosa fare. Si suppone che un medium le abbia detto che la famiglia Winchester era maledetta dagli spiriti di tutte le persone uccise dalla carabina Winchester e che Sarah doveva trasferirsi a ovest al fine di costruire una casa per ospitare sé stessa e gli spiriti, i cui lavori di costruzione non si sarebbero mai dovuti fermare, altrimenti lei sarebbe morta.
Nel 1884 Sarah Winchester si trasferì in California e acquistò una fattoria in costruzione dal dottor Robert Caldwell. L'edificio si trovava su 161 acri di terreno in quella che oggi è la città di San José. Immediatamente, Sarah Winchester cominciò a spendere i suoi venti milioni di dollari di eredità per rinnovare la casa e aggiungere nuove stanze: i lavori continuarono 24 ore al giorno, 7 giorni la settimana, 365 giorni l'anno per i successivi 38 anni. Affascinata e ossessionata dal numero tredici, la donna fece in modo che rientrasse nella struttura della casa in molti punti: per esempio, ci sono tredici bagni, tredici lampadari e le finestre hanno tredici lastre di vetro.
In seguito al terremoto di San Francisco del 1906, Sarah rimase intrappolata nella propria camera da letto per un breve lasso di tempo, non più di qualche ora. Quando fu liberata, disse ai muratori di smettere di lavorare sulla parte anteriore della villa, ormai quasi completata; ai carpentieri fu ordinato di chiudere la parte anteriore dell'abitazione con assi in legno, lasciando non riparata la maggior parte dei molti danni inferti dal terremoto. La signora Winchester pensava infatti che gli spiriti fossero adirati con lei perché stava dedicando troppo tempo alle stanze sulla facciata, così la costruzione riprese con nuove aggiunte e rimodellamenti alle altre parti della struttura.
A causa della mancanza di un preciso progetto complessivo e dei costanti lavori di ampliamento, la casa divenne molto grande e piuttosto complessa, al punto che molti dei membri del personale avevano bisogno di una mappa per aggirarsi all'interno. L'edificio inoltre presenta porte che si aprono su muri, scale che non conducono da nessuna parte e finestre che guardano altri muri. Ci sono due teorie sul perché la signora Winchester abbia costruito una casa così inusuale. La prima e più popolare sostiene che Sarah Winchester abbia costruito la casa in quel modo volutamente, per confondere gli spiriti di coloro che erano stati uccisi dai fucili Winchester. La seconda sostiene che anche se la signora Winchester era incredibilmente ricca e poteva costruire la propria casa come più desiderava, non aveva alcun genere di educazione architettonica, quindi alcune delle stranezze sarebbero dei semplici errori di progettazione.
Negli anni Venti la signora Winchester possedeva inoltre una casa galleggiante nella baia di San Francisco, a Burlingame, California; la casa galleggiante era nota come l'Arca di Sarah poiché si diceva che l'ereditiera temesse un secondo diluvio universale, dopo quello biblico di Noè. L'Arca fu distrutta da un incendio nel 1929.

### La morte
La costruzione della Winchester House si interruppe quando la signora Winchester morì nel sonno, il 5 settembre 1922, all'età di 83 anni. Fu seppellita vicino al marito e alla figlioletta presso l'Evergreen Cemetery di New Haven. Sarah Pardee Winchester scrisse un testamento diviso in tredici sezioni e firmato tredici volte, in cui cedeva il contenuto della casa alla nipote Frances Marriot: dopo aver preso quel che le interessava, la nipote mise il resto all'asta. I traslocatori riempirono otto camion al giorno per sei settimane e mezzo per svuotare l'intero edificio di tutto il suo arredamento. La casa fu quindi messa all'asta e il compratore la trasformò in un'attrazione per il pubblico. Le prime visite ebbero luogo nel febbraio 1923, cinque mesi dopo la morte di Sarah.

## Nella cultura di massa
Il mangaka Hiroiko Araki ha dedicato una storia biografica in due capitoli a Sarah Winchester, pubblicata in Italia nel volume Vite bizzarre di gente eccentrica.
Sarah Winchester e la sua villa hanno ispirato Stephen King nella scrittura della sceneggiatura della minisierie Rose Red.
Nel 2016, Bertrand Bonello presenta il cortometraggio Sarah Winchester, opéra fantôme. Passa per la trentaquattresima edizione del Torino Film Festival (sezione Onde).
Nel 2018 viene distribuito il film La vedova Winchester (Winchester: The House That Ghosts Built), diretto da Michael e Peter Spierig e con protagonista Helen Mirren nei panni di Sarah Pardee Winchester, incentrato sulla leggenda che ruota intorno alla Winchester House.